# A nürnbergi baba
A nürnbergi baba Adolphe Adam 1852. február 21-én Párizsban bemutatott egyfelvonásos operája. A szövegkönyvet Adolphe de Leuven és Léon Lévy Brunswick  E. T. A. Hoffmann egy elbeszélése után írta. A témát egyébként Delibes is feldolgozta a Coppéliában, illetve Offenbach is, a Hoffmann meséiben.

## Az opera szereplői
| Szereplő                   | Hangfekvés |
| -------------------------- | ---------- |
| Berta                      | szoprán    |
| Benjamin, Cornelius fia    | tenor      |
| Heinrich, az unokatestvére | bariton    |
| Cornelius, baba készítő    | basszus    |

## Az opera cselekménye
Cornelius olyan élethű babákat tud készíteni, hogy abban bízik, egyik babája tényleg életre fog kelni, és akkor Benjamin feleségül veheti. Miután ők távoznak Berta tűnik fel a színen, aki szerelmével, Henrival akar találkozni. A vidám együtt lét azonban nem tart sokáig, mert a mester és fia hamarabb érkezik vissza a vártnál. Hogy Cornelius ne jöjjön rá a találkára, a lány  felveszi az egyik baba ruháját és helyére ül. Cornelius színre lép, majd  hozzálát, hogy életre keltse a babát.  Amikor kihozza azt a helyéről, az olyan hevesen kel életre, hogy a mesternek eláll a lélegzete, alig lehet lecsitítani. Berta elkezd vadul randalírozni, a mester pedig elmondhatatlanul örül neki, amikor végre elnémul. Amikor Cornélius nem figyel  oda, Berta kibújik a baba ruhából, Heinrich pedig visszacsempészi helyére az eredeti babát. Ezután Cornélius Benjamin tanácsára összetöri a babát, majd áldását adja Heinrich és Berta egybekelésére.